# 란셋
란셋(The Lancet)은 1823년 토마스 웰클리에 의해 창간된 영국의 의학 저널이다. 가장 오래된 학술지 중 하나이며, 현재까지도 가장 저명한 의학 저널이기도 하다. 토마스 웰클리 본인도 외과의사였는데, 본지의 이름인 '란셋' 역시 메스에서 따온 것이다.

## 영향력
2024년 기준 88.5의 피인용지수를 보여 의료분야에서 1등을 차지했다.

## 개요
1823년 10월 5일 창간호를 발행한 란셋은 최초의 의학 저널 중 하나로, 뉴잉글랜드 저널 오브 메디슨(The New English Journal of Medicine, NEJM), 미국의사협회저널(Journal of the American Medical Association, JAMA) 등과 함께 세계적인 의학 저널로 분류된다. 란셋이라는 잡지의 명칭은 토마스 웰클리가 직접 지은 것으로, "빛을 향해 열어주는 아치형의 창문이 될 수도, 불순물을 솎아내는 날카로운 수술기구도 될 수 있다는 두 가지 의미"로 작명하였다고 한다. 란셋은 특히 종양학, 신경과 및 전염병 분야에 특화된 저널로, 이외에도 다양한 분야에 걸쳐 자매지를 발행하고 있다.

## 같이 보기
- 뉴잉글랜드 저널 오브 메디슨
- 미국의사협회저널
- 영국의학저널
- 점액 과다 분비